# San Benedetto in Perillis
San Benedetto in Perillis è un comune italiano di 100 abitanti della provincia dell'Aquila in Abruzzo. Fa anche parte della Comunità montana Campo Imperatore-Piana di Navelli. Fino al 1947 fu frazione del comune di Collepietro, ed è tra i comuni meno popolati della provincia e della regione.

## Storia

### Origini medievali (VII secolo ca.)
San Benedetto in Perillis è un antico borgo di origini medievale che conta un centinaio di abitanti. Si trova a circa 850 m s.l.m., e domina tutta la conca peligna.
Ritrovamenti archeologici hanno dimostrato che in zona esistesse un piccolo vicus romano, i cui abitanti comunicavano con il vicino Tratturo Magno, sulla via di Navelli, che passava per la Puglia. I rinvenimenti sono conservati nel museo civico della Tradizione Popolare.
L'abitato più antico, caratterizzato da edilizia in pietra a vista e torri di guardia a interrompere una cortina muraria a pianta ellittica (tipica dell'epoca tardo longobarda), si formò intorno ad un monastero benedettino fortificato sorto in località "Perello", che conserva ancora le torri a pianta semicircolare e pentagonale emergenti dalla cinta muraria.

### Medioevo ed epoca moderna
San Benedetto fu possesso del signore Pietro dei Marsi (IX secolo), nipote di Berardo Francisco che costituì nella Marsica la Contea di Celano. I possedimenti abbaziali furono di proprietà di San Vincenzo al Volturno,  insieme alla vicina abbazia di Santa Maria di Bominaco, prima di passare come ricorda l'Antinori nei suoi Annali (libro VI), nella diocesi di Valva Sulmona.
Nel 1254 San Benedetto partecipò coi castelli vicini a fondare L'Aquila, i castellani si installano nel Quarto di Santa Maria. Le vicende successive riguardano una serie di depredazioni e danni: nel 1423 subisce l'assedio di Braccio da Montone onde impedire ribellioni a favore dell'Aquila di partito angioino, durante gli scontri per la corona di Napoli; nel 1703 il catastrofico terremoto all'Aquila danneggia la chiesa e il borgo, che inizia a spostarsi più a valle; nel 1915 il terremoto della Marsica danneggia la chiesa madre e il borgo, che in parte frana e viene abbandonato.
San Benedetto dal 1806 divenne frazione di Collepietro, con il decreto della riorganizzazione in distretti francesi della provincia aquilana. Riacquista l'autonomia comunale solo nel 1947.
Il borgo è rimasto legato all'economia pastorale fino al Novecento, quando si sviluppò il fenomeno migratorio. Nei primi anni 2000 si pensò addirittura, vista la drammaticità dello spopolamento, di legare il comune di San Benedetto alla vicina Popoli Terme.

### Terremoto del 2009
Nel 2009 San Benedetto è stato toccato dal terremoto che colpì la città di L'Aquila e provincia: alcune case abbandonate sono crollate nel soffitto, mentre il monastero è stato puntellato, e in attesa di restauri.
Fino al 2012 parte del borgo fortificato, l'Abbazia ed il monastero benedettino sono stati inaccessibili in quanto ubicati in zona rossa post sisma e gravemente danneggiati; una parte di abitazioni crollò perché abbandonate da anni e non avevano ricevuto manutenzione.
Da considerare che il paese non rientra nel cosiddetto "cratere" del sisma  e pertanto fuori da ogni significante possibilità di ripristino. Infatti San Benedetto è incluso in un secondo settore di comuni colpiti, ma in maniera minore, della piana di Navelli, assieme a San Pio delle Camere, Collepietro e Caporciano.
Nel 2010 sono stati versati i fondi per la ricostruzione delle parti lesionate del monastero di San Benedetto, e di parte del vecchio centro storico, ma, a causa di iter burocratici nel 2020, non sono ancora partiti i lavori di recupero della chiesa madre.

## Monumenti e luoghi d'interesse

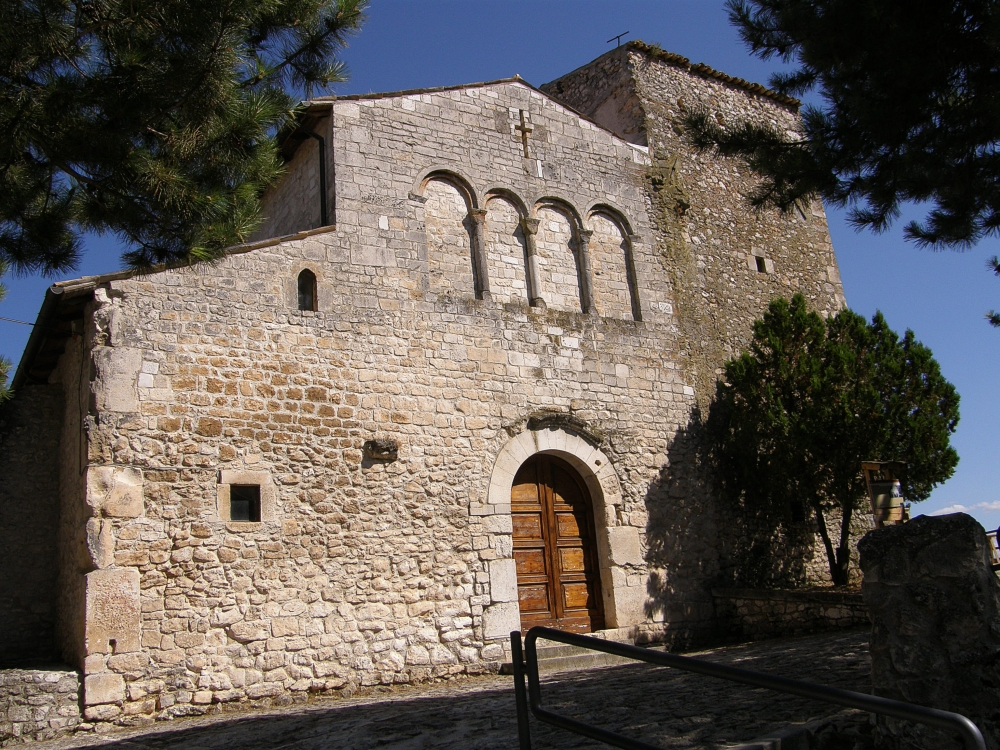
Facciata principale dell'Abbazia di San Benedetto in Perillis

### Monastero di San Benedetto
Edificio religioso principale del paese, fu fondato nell'VIII secolo dai Longobardi. Risulta ad oggi una delle più antiche abbazie del territorio abruzzese.
Edificato nelle sue forme romaniche dal vescovo di Valva Trasmondo e passato nel 1079 nelle mani di una potente famiglia locale di origini franche, nel 1092 l'ultimo possessore privato, tal Ugo Malmozzetto del fu Giliberto, lo donò in punto di morte al Vescovo di Valva Giovanni insieme con tutte le sue pertinenze fondiarie, mobili ed ecclesiastiche; interessante è il toponimo di questo periodo, cioè San Benedetto in Collerotondo. La chiesa, posta all'interno del borgo fortificato, come si vede dai torrioni angolari a scarpa, nella parte più elevata del rilievo, costituisce l'unica testimonianza dell'antica struttura abbaziale, che svolse una notevole opera di diffusione del monachesimo nella valle Tritana ed in tutto l'aquilano, insieme alla vicina ex abbazia di santa Maria Assunta di Bominaco.
L'edificio, nell'attuale configurazione del XII secolo, ripulito da intonaci ottocenteschi da Mario Moretti soprintendente, mostra i notevoli rimaneggiamenti subiti. Recenti restauri hanno smantellato la veste a stucco interna, e la finestra della facciata posticcia, riportando alla luce le originarie strutture altomedievali.
La facciata è a salienti, con portale romanico a tutto sesto, molto semplice. Presso la facciata si trova un loggiato di finestre cieche. Lateralmente si trovano dei torrioni, che introducono anche al borgo antico con un arco ogivale; tali torri erano coeve a quelle delle abbazie abruzzesi di Santa Maria di Bominaco, San Clemente a Casauria, San Pelino di Valva, San Bartolomeo a Carpineto; dal lato orientale, con la seconda facciata posticcia e il portale romanico, si trova il campanile a vela dell'800.
A seguito di lavori di ristrutturazione i portali di ingresso sono stati spesso scambiati: attualmente il portone di ingresso è quello sul lato ovest e l'altare è posto sul lato est. Fino alla fine degli anni '60 la situazione era invertita e l'ingresso principale era quello sulla facciata est, all'interno del borgo antico, e l'altare era posizionato su lato ovest della navata principale.
L'interno, a tre navate con pilastri circolari che formano le arcate, è coperto da una copertura lignea rifatta nel 1968, custodisce tracce di preziosi affreschi del XIII secolo dal carattere ancora romanico bizantino. La pianta rettangolare è composta da due facciate, quella principale con logge cieche e un torrione di avvistamento sul fianco, e la seconda facciata rinascimentale con campanile a vela. La chiesa appartenne al ducato di Spoleto fino alla costituzione dell'Abruzzo nel XIII secolo con capoluogo Sulmona.
Danneggiata dai terremoti del 1703 e da quello del 2009, è in attesa di restauro.

### Borgo medievale
Il borgo medievale è perfettamente conservato a forma ellittica.
I bastioni del vecchio castello del IX secolo si uniscono con le torri alle case medievali del XIII secolo, e al torrione di avvistamento del monastero di San Benedetto, che era l'oggetto della difesa del borgo,  che si sviluppò solo in seguito.
Alle mura di basso è legata la chiesa della Madonna delle Grazie, che consiste nella rielaborazione di un frammento di castello, come dimostra il bastione laterale a torre, da cui è stata ricavata una casa, con aggiunta di campanile e decorazioni.

### Complesso di grotte ipogee

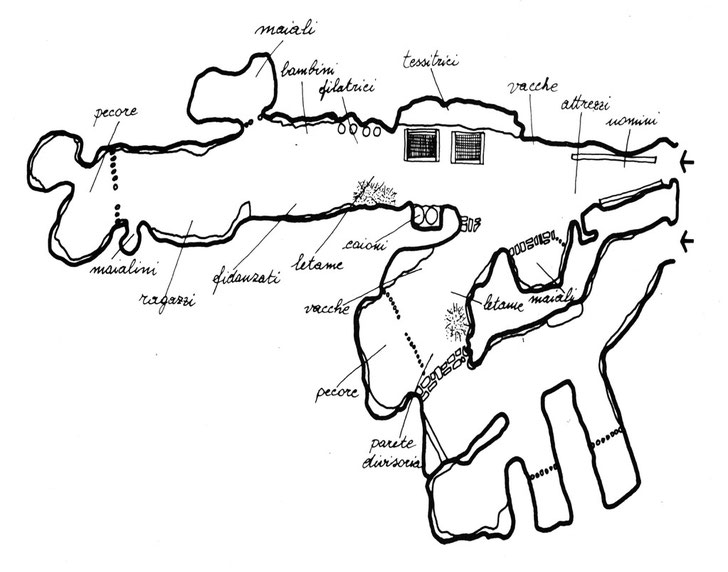
Mappature delle aree della "Grotta del Parlamento" (nota anche come "rotta de Supone")

San Benedetto in Perillis ha la particolarità di essere costruita su un complesso di grotte ipogee (circa 70, in dialetto "le rotte"): la volumetria scavata nel calcare è grosso modo la metà di quella costruita in superficie.
Fino a qualche anno dopo la Seconda guerra mondiale le grotte erano ancora utilizzate come parti funzionali importanti per la vita del paese. Nei periodi più freddi la comunità si riuniva al suo interno, organizzata in spazi collettivi dalle precise funzioni sociali:
- all'ingresso si ponevano gli uomini per vigilare;
- verso l'interno c'erano le mucche che riscaldavano con il fiato l'ambiente
- le donne che tessevano e, di fronte, i bambini;
- una sezione era riservata ai fidanzati che socializzavano sotto stretto controllo della comunità.
- In altre sezioni si creavano apposite aree di lavoro dove si fabbricavano telai, torchi, ceste, aratri, le serrature in legno; dove si pigiava l'uva o si spremevano le olive, dove le donne filavano e producevano i tessuti per il fabbisogno famigliare.
- In apposite anse separate si allevavano maiali, pecore, galline, mucche.
- Chi aveva avuto una istruzione leggeva le lettere di chi era andato in guerra o degli emigrati.

Tra tutte la più nota, nonché la più estesa, è la grotta di Supone, chiamata anche “il Parlamento”, in quanto sede di riunioni per discussioni e decisioni importanti. Era uno dei centri vitali della comunità dove non solo si parlava dei problemi dei campi o dei pascoli, ma dove ci si riuniva per passare momenti di condivisione, per chiacchierare, per ballare.
Nel corso del ventennio 1990/2010 notevoli lavori di consolidamento e di ristrutturazioni sono stati portati avanti dall'amministrazione in accordo con le Belle Arti al fine di tutelare il patrimonio culturale rappresentato dalle grotte. Grazie a tali interventi è stato quindi possibile ripristinarne il loro uso per attività collettive come concerti, mostre e altre manifestazioni culturali mantenendo, così, un ponte con un passato non tanto remoto.
A seguito del terremoto del 6 aprile 2009 molte delle grotte sono state interdette perché inserite all'interno della "zona rossa", e quindi limitrofe a strutture pericolanti.
Già dalla fine degli anni 90, nuovi lavori di restauro hanno consentito la riapertura di alcune di esse consentendo il ripristino delle attività culturali che erano state temporaneamente sospese.

### Altri monumenti
Da vedere la chiesa della Madonna delle Grazie, il Museo della Cultura Materiale, il Museo Civico, ubicato nei locali di un ex frantoio settecentesco restaurato, e l'antica chiesetta di S. Sebastiano. 
Chiesa della Madonna delle Grazie
In via Cavalluccio, risale al XIII secolo, ricavata da una parte del castello, in origine si trovava nella periferia del borgo, rimaneggiata dopo il terremoto del 1703. La chiesa è piccola, con facciata a capanna e semplice portale romanico a tutto sesto, con lunetta. L'interno intonacato conserva la statua processionale.
Chiesa di San Sebastiano
Dopo i danni all'abbazia, è sede provvisoria della parrocchia. Si affaccia su piazza Don Luigi Sturzo, risale al XIII secolo, molto piccola,  collocata fuori le mura medievali. Ha pianta rettangolare, ha l'esterno in blocchi di pietra a vista, e ha un portale romanico a tutto sesto, il soffitto è a spiovente.- Torrione abbaziale e porta del borgo

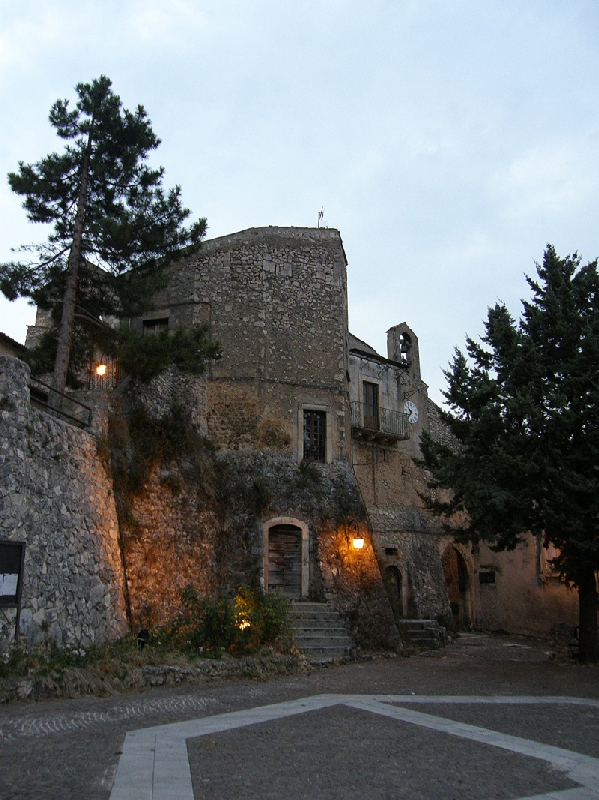
Torrione abbaziale e porta del borgo
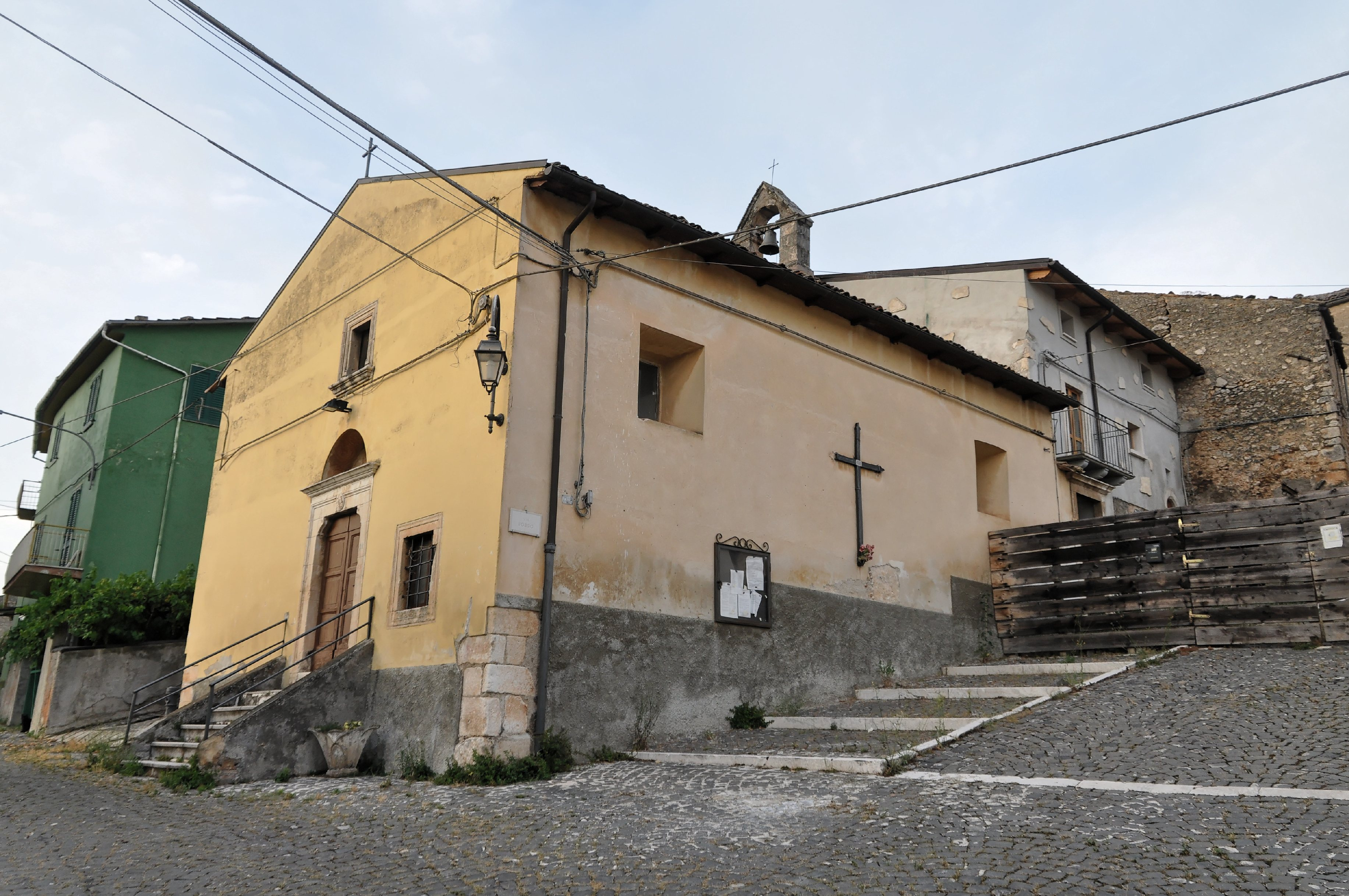
Chiesa della Madonna delle grazie
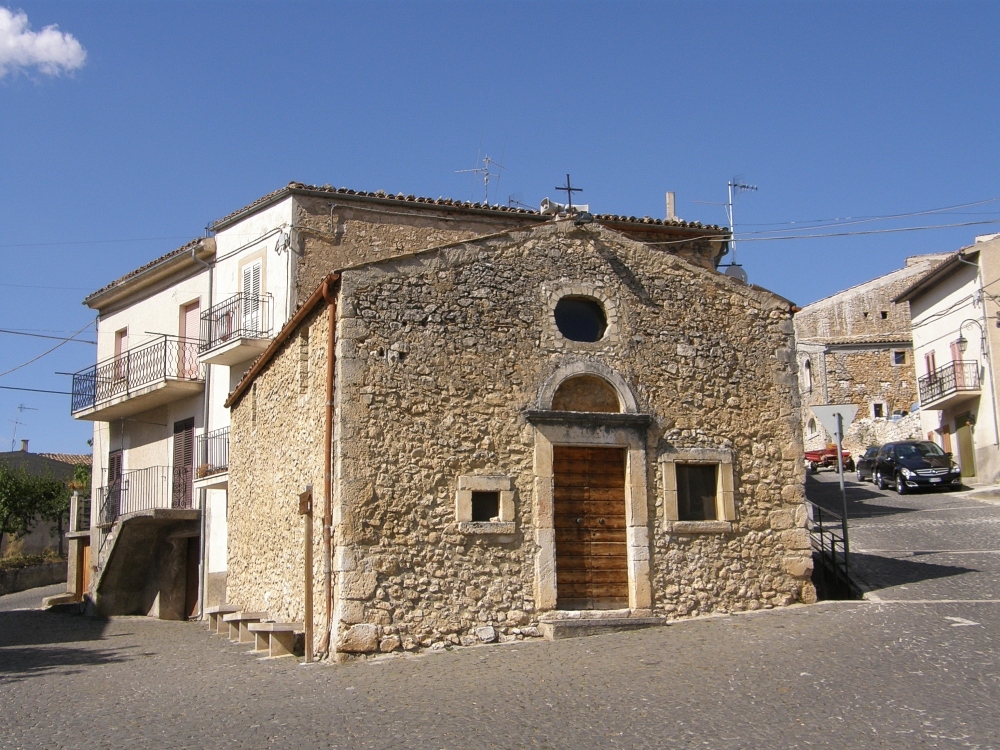
chiesa di San Sebastiano
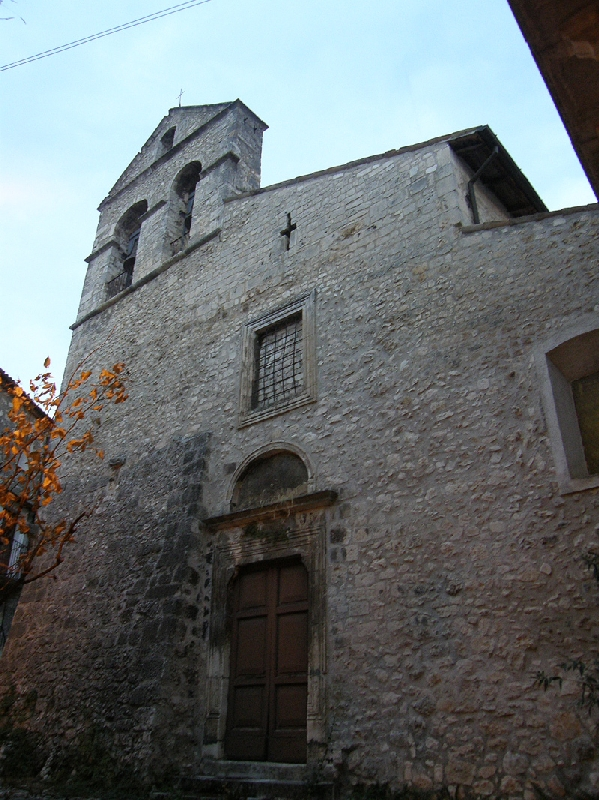
Facciata secondaria dell'abbazia
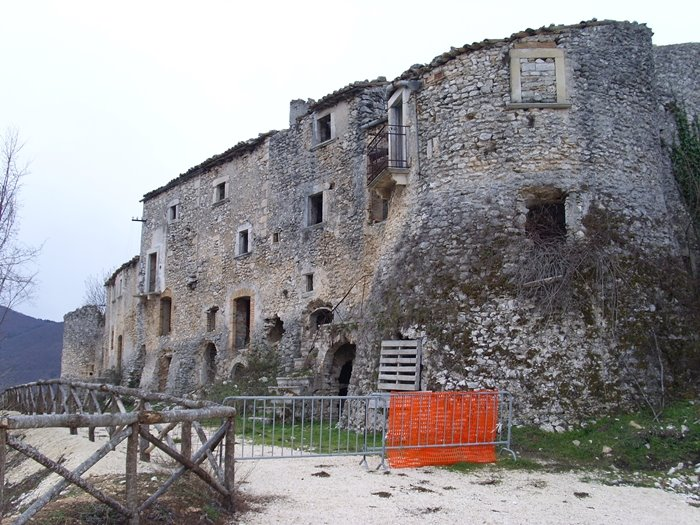
Accesso al paese vecchio (attualmente interdetto)
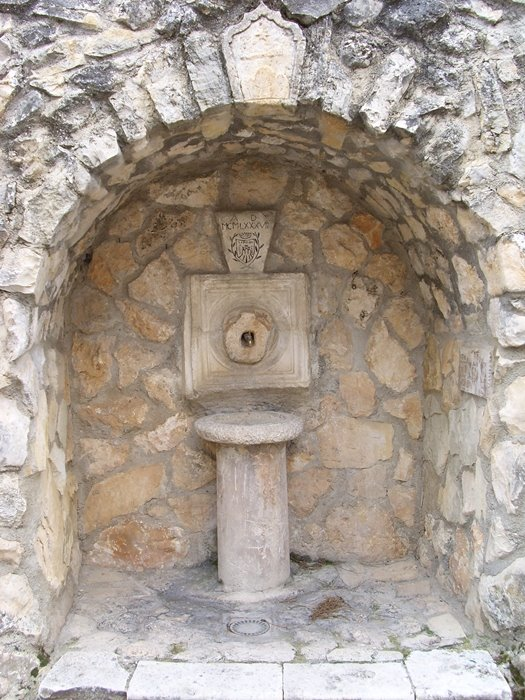
Fontana di Piazza Comitato scolpita a mano recante il detto Gutta cavat lapidem, ovvero "la goccia scava la roccia"

#### Lapide di Colle Brigneri
Lungo la strada interna che collega il paese di San Benedetto in Perillis con il comune di Popoli Terme, nella zona di Colle Brigneri, sono presenti le rovine di una casa fatta esplodere dalle truppe tedesche che occupavano il paese durante la Seconda guerra mondiale. L'esplosione serviva ad intimidire la popolazione e spegnere ogni possibile atto sovversivo contro le truppe. Fortunatamente, la casa al momento dell'esplosione era disabitata, a conferma della volontà dei soldati di dare un avvertimento.
Nel 2005, vi è stata apposta una targa a ricordo di tale evento, recanti le seguenti parole:

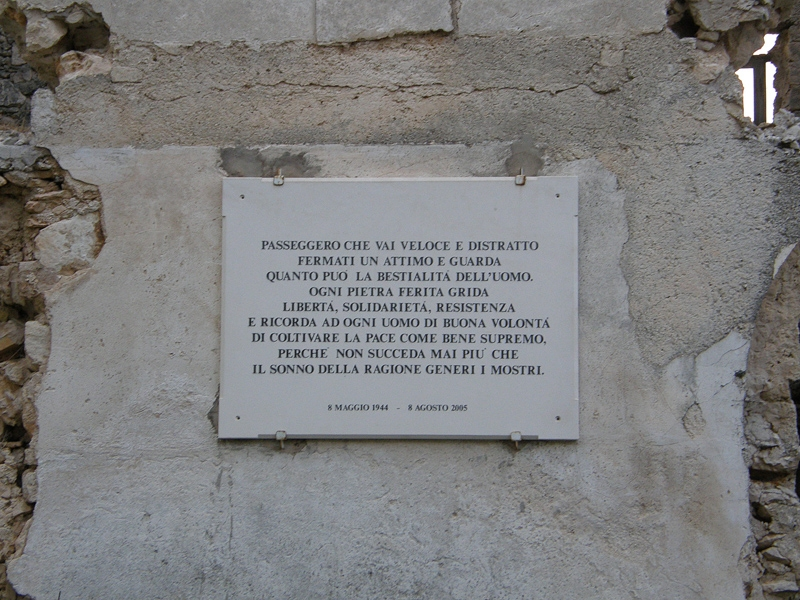
Targa commemorativa di Colle Brigneri

"PASSEGGERO CHE VAI VELOCE E DISTRATTO
FERMATI UN ATTIMO E GUARDA
QUANTO PUÓ LA BESTIALITÁ DELL’UOMO.
OGNI PIETRA FERITA GRIDA
LIBERTÁ, SOLIDARIETÁ, RESISTENZA
E RICORDA AD OGNI UOMO DI BUONA VOLONTÁ
DI COLTIVARE LA PACE COME BENE SUPREMO.
PERCHÉ NON SUCCEDA MAI PIÙ CHE
IL SONNO DELLA RAGIONE GENERI I MOSTRI.
8 MAGGIO 1944 – 8 AGOSTO 2005"

### Tratturo L'Aquila-Foggia
Il tratturo aquilano, oltrepassato il monte sovrastante Ofena e superato Forca di Penne con il suo ramo principale, discende, con quello secondario, verso Navelli e Collepietro, raggiungendo San Benedetto in Perillis dove è stata determinante l'influenza della civiltà pastorale.

## La serratura

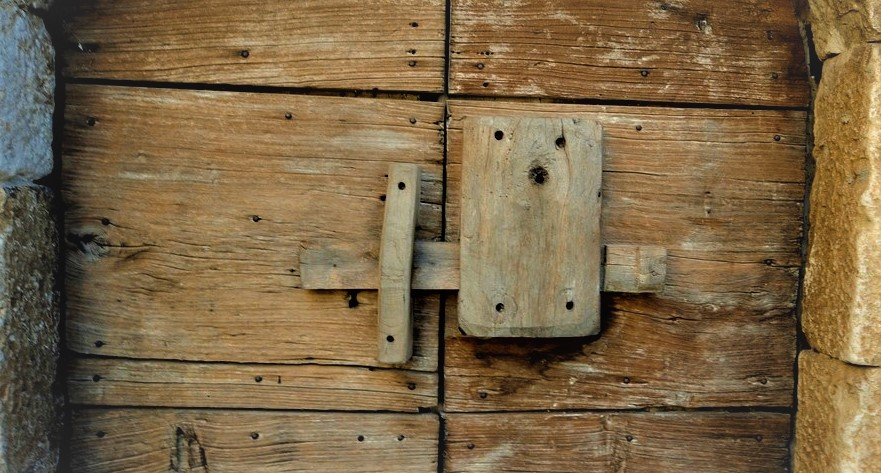
Vista frontale della tipica serratura montata su porta

Questa serratura da esterno in legno, a paletto orizzontale, con scorrimento verticale dei fermi, è identica alle serrature egiziane del III millennio a.C. (il che la rende un autentico "fossile archeologico vivente"), rappresenta una persistenza arcaica la cui spiegazione sfugge e per cui si possono tentare solo delle ipotesi.

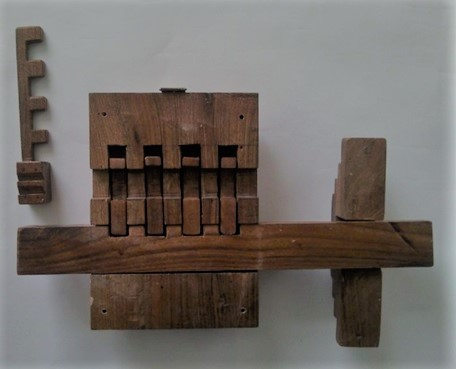
Dettaglio del meccanismo della serratura. Nella foto è possibile vedere la posizione degli ingranaggi in condizioni di "chiuso". L'apertura prevede: inserimento e sollevamento della chiave, rimozione dei bloccanti (le femménelle") sul pezzo dentato inferiore ed il suo successivo scorrimento.

La serratura nel dialetto locale è chiamata "gliu piàschie" e questo tipo ha avuto diffusione in tutto il bacino Mediterraneo. In Italia si ritrova utilizzata fino ai primi anni del 1800, soprattutto in Puglia e nelle regioni meridionali, dove viene di preferenza realizzata in legno di ulivo. Se ne conoscono esemplari nei principali musei della civiltà contadina e in collezioni private. La serratura tipica di S.Benedetto in Perillis costituisce un unicum di eccezionale importanza specialmente grazie alla sua persistenza solamente a San Benedetto in Perillis e non nei paesi vicini o in altre zone dell'Abruzzo o dell'Italia. Tuttavia ritrova ancora applicazione in alcuni paesi del Nordafrica e dell'Africa sub-sahariana (Benin, Mali, Niger, etc.).
È una serratura costituita da un "catenaccio" bloccabile o scorrevole grazie fermi di legno (in dialetto le "femménelle"). Questo principio determinerà in futuro la "tecnica dei cilindri", cioè le serrature moderne (tipo serratura Yale); forse è una eredità culturale medioevale dei monaci benedettini del monastero di San Benedetto, monastero assai potente all'epoca delle crociate. L'antichità dell'utilizzo di tale sistema si potrebbe dedurre dal fatto che i perni di legno con cui la serratura e il ponticello sono fissati alle due ante della porta vengono indicati in dialetto con il termine "chiantri", ossia con il termine latino "clantrum" (chiodo). Tale persistenza così protratta nel tempo e l'utilizzo massiccio di questa serratura potrebbe spiegarsi con la facilità di costruzione che non richiede necessariamente l'opera di un artigiano.
La personalizzazione della serratura, e quindi del suo meccanismo di apertura, si ottiene variando il numero di cilindri (tipicamente 3 o 4) e la distanza fra gli stessi. Anche all'occhio meno esperto, risulta evidente il limite della sicurezza di tale serratura, dovuto sia alla facilità di codifica della chiave, sia alla fragilità dei materiali coinvolti. La serratura rappresenta, quindi, più un ostacolo simbolico che un ostacolo reale, per cui è da ipotizzare qualche specie di proibizione sacrale o rituale (tabù) associata a questa serratura. Fra la tribù dei Dogon nel Benin in Africa, con questa serratura sacra vengono chiuse le capanne delle donne quando se ne accerta la gravidanza, data la notevole somiglianza fra il ventre gravido e la rotondità delle serrature e l'evidente simbologia sessuale. Anche le serrature più antiche di San Benedetto sono a profilo frontale convesso. Oggi si costruiscono più squadrate solo per comodità.
Nel museo della Civiltà Contadina in San Benedetto in Perillis sono raccolte un gran numero di chiavi e serrature che sono state raccolte e/o donate mano a mano che venivano sostituite con modelli più moderni.

## Società

### Evoluzione demografica
Abitanti censiti

### Associazioni e circoli culturali
- Associazione Donne d'Abruzzo, associazione non profit, associazione sociale e culturale.
- Associazione Perill'Arte: associazione non profit, sociale e culturale[7]

## Cultura

### Eventi
Il 6 giugno è il giorno mandatorio della festa del santo patrono San Benedetto. In questo giorno viene anche celebrato il culto della Madonna di Casaluce, paese della provincia di Caserta con cui San Benedetto in Perillis è spiritualmente gemellato da anni.

### Cucina
Le quadrinelle e patate rifritte sono il piatto più importante della tradizione culinaria del paese. Di origine antica, povera e fortemente legate alle risorse fornite dal territorio.
Le ferratelle (o pizzelle) si ritrovano nella versione dolce così come avviene in tutto l'Abruzzo; nella tradizione locale, tuttavia, si trovano anche nella versione salata come alternativa al pane poiché condite con pepe, peperoncino o olive.

## Amministrazione
| Periodo           | Periodo           | Primo cittadino           | Partito                              | Carica  | Note          |
| ----------------- | ----------------- | ------------------------- | ------------------------------------ | ------- | ------------- |
| 23 aprile 1995    | 13 giugno 2004    | Pasquale Benedetto Marini | Lista civica di centro               | sindaco | [ 8 ] [ 9 ]   |
| 14 giugno 2004    | 30 maggio 2015    | Giancaterino Gualtieri    | Lista civica Le torri                | sindaco | [ 10 ] [ 11 ] |
| 31 maggio 2015    | 20 settembre 2020 | Gianfranco Sirolli        | Lista civica Movimento giovane       | sindaco | [ 12 ]        |
| 21 settembre 2020 | in carica         | Laura D'Abrizio           | Lista civica Uniti per San Benedetto | sindaco | [ 13 ]        |